# ك. د. وليامز
ك. د. وليامز (بالإنجليزية: K. D. Williams)‏ هو لاعب كرة قدم أمريكية ولاعب كرة القدم الكندية أمريكي، ولد في 22 أبريل 1973 في تامبا في الولايات المتحدة.